# HD54595
HD54595 — хімічно пекулярна зоря спектрального класу
A0 й має видиму зоряну величину в смузі V приблизно  8,5.

## Пекулярний хімічний вміст
Зоряна атмосфера HD54595 має підвищений вміст 
Si
.